# Lotte Ulbricht
Lotte Ulbricht, született Charlotte Kühn (Berlin, 1903. április 19. – Pankow, 2002. március 27.) német politikus. Az NDK-elnök Walter Ulbricht második felesége volt.

## Élete
Édesapja segédmunkásként dolgozott, édesanyja bedolgozó volt. A nép- és középiskola után egy irodában helyezkedett el gépírónőként. 1919-ben belépett a Freien Sozalistischen Jugend-be (magyarul: Szabad Szocialista Fiatalok), 1920-ben a KPD (Kommunistische Partei Deutschlands – Németország Kommunista Pártja) tagja lett. Később a szovjet Központi Bizottság gépírőnője lett, majd átkerült a Nemzetközi Kommunista Fiatalokhoz Moszkvában. 1924-től 1926-ig a KPD képviselője volt a Reichstagban. Ezután lett tagja a KJVD Központi Bizottságának, 192sé 1927-ben a Nemzetközi Kommunista Fiatalok levéltárosa volt. 1931-ig titkárnő és gépírónő volt a Szovjetunió berlini kereskedelmi irodájában.
Ugyanebben az évben az első férjével, Erich Wendttel Moszkvába emigrált. Előadó volt a Nemzetközi Kommunistáknál. A szovjet tisztogatások idején 1937-ben férjét letartóztatták. 1938-tól a későbbi kelet-német vezetővel, Walter Ulbrichttal élt együtt Moszkvában. 1939-től 1941-ig egy külföldi irodalommal foglalkozó nyomdában dolgozott, 1943-tól ismét Nemzetközi Kommunistáknak.
Németországi visszatérését követően a KDP Központi Bizottságának Általános Osztályát kezdte vezetni. 1946-ban Ulbricht egy Maria Pestunowa nevű lányt adoptált egy lipcsei árvaházból, mivel Ulbrichtnak és Lottenek sosem született közös gyerekük. A fogadott lány, akit ettől kezdve Beate Ulbrichtnak hívtak, egy ukrán kényszermunkás gyermeke volt. A nő egy lipcsei légitámadás során vesztette életét.
1947 után Lotte Walter Ulbricht személyes munkatársa lett. 1953-ban, házasságkötése évében egy Társadalomtudományi Intézetben tanult tovább. 1959-ben diplomás társadalomtudomány-szakértő lett.

## Művei
- Eine unvergessliche Reise. Verlag für die Frau, Leipzig, 1965
- Reden und Aufsätze. 1943–1967. Dietz Verlag, Berlin
- „Mein Leben“. Selbstzeugnisse, Briefe und Dokumente. Herausgegeben von Frank Schumann. Das Neue Berlin, Berlin, 2003, ISBN 3-360-00992-4